# Vinum Hadrianum
Vinum Hadrianum (греч. Adriakos, Adrianos) — так называлось древнеримское вино, что изготовлялось в городе Адрия (также Атрия, в современности Атри). Этот городок был расположен на южных холмах Пицена, на территории современной Италии, и был известен щедростью своего вина.

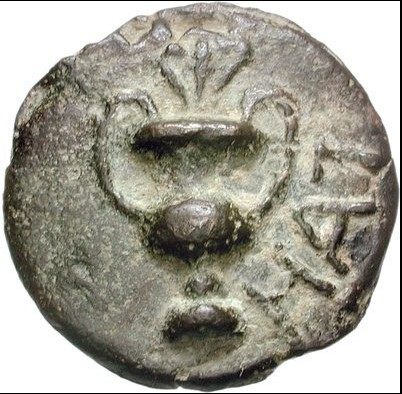
Монета из Атрии с изображением канфара

## История
Атри находится на высоте 444 метра над уровнем моря, прямо у подножия скалы. Ввиду такого расположения найти благоприятное место для виноградников всегда было нелегкой задачей для местных виноделов. Тем не менее, витикультура (искусство выращивания виноградников) — издревле одна из основных отраслей сельского хозяйства всей провинции Терамо и региона Абруцци, частью которого и является Атри.
Первое письменное упоминание винопроизводства в этом регионе мы встречаем у греко-римского историка Полибия в его описании похода Ганнибала. После перевала через Аппенинские горы, вслед за победой при Тразимено (217 г. до н. э.), Ганнибал нашел пристанище в Терамо — щедрая земля с обилием еды и вина могла утолить голод и жажду его изможденного войска.

## Амфоры
Для производства вина в Атри использовались амфоры. Такой способ виноделия был известен не только у римлян, а также греков. Эрозия оставила в глинистом ландшафте Атри характерные рытвины, называемые на итальянском «каланчи». Глина послужила прекрасным материалом для изготовления амфор, которые стали использовать для транспортировки вина и съестного по всей Римской Империи. Плиний Старший упоминает эти амфоры в своих письменах из-за их прочности и надежности.
Такой тип терракотовых амфор был найден во время раскопок экспедиции Ламболия и получил название «Ламболия 2». Свидетельство об этом мы встречаем в работе «Новости античных раскопок» (Notizie Degli Scavi Di Antichita) от 1882 г.
| «A breve distanza della città fu rinvenuta rotta in più pezzi una anfora ansata, della quale fu puro trovato il coperchio in forma di piccola discoidale, col diametro di cm 10, avente nel centro un pomettino intorno a cui in lettere arcaiche si legge HATRIA, bollo abbastanza raro, anche non sia questo unico esempio del nome Hatria, impresso su figulini di questa regione» (IT) | «В ней утверждается, что осколки амфор были найдены вместе с пробкой для их закупорки, представлявшей собой небольшой диск диаметром примерно 10 см. В центре его были выведены буквы, гласящие „Атрия“, это довольно редкая печать, хотя иногда её можно встретить на других находках из этого региона.» (RU) |

Печать доказывает, что местом производства амфоры был город Атрия. Помимо вина в таких амфорах могли перевозить и другие продукты, например, масло, однако датирование этой находки серединой второго века до н. э. заставляет предположить, что сосуды служили именно для транспортировки вина. Как раз в это время начинается упоминание в античных текстах винопроизводства близ Атрии. Vinum Hadrianum могло быть именно тем вином, что заполняло эти сосуды.
Такой же тип амфоры был найден в Афинах. Удаленность находки от оригинального места производства можно объяснить тем, что тем, что это римское вино транспортировалось во времена императора Августа также в Афины и Александрию. В стихах греческих поэтов этого периода итальянское вино описывается как «то, о чём на празднике мечтает бедняк и что пьет богач».

## Популярность в древние времена
В Эдикте Диоклетиана Vinum Hadrianum упоминается как самое дорогое вино, наряду с Фалернским. Император Адриан ввел это вино в использование для лечебных целей.
Различные врачи древности упоминают полезные свойства Vinum Hadrianum. Диоскорид oписывает это вино как рекомендованное к употреблению даже в пожилом возрасте, потому что оно активирует мочеиспускание и обеспечивает долгий спокойный сон. Другой врач Гален, живший во времена Антония, называет эти вина строгими и благородными и также говорит об их пользе для здоровья в преклонном возрасте. Афиней подтверждает в своих текстах свидетельство Галена, и добавляет, что лучше всего выбирать вина большей выдержки и хранить их открытыми, чтобы уменьшить крепость. Упоминание этого вина также можно встретить у греческих поэтов времен императора Августа, Антифила Византийского и Антипатера Фиссалонийского.
Помимо культивирования виноградников в земле Атри было распространено овцеводство, выращивались оливы и пшеница. Однако именно виноделие поддерживало благополучие коммуны в те времена и такой же важной его роль остается и сейчас